# 航空・鉄道事故調査委員会
航空・鉄道事故調査委員会（こうくう・てつどうじこちょうさいいんかい、英語: Aircraft and Railway Accidents Investigation Commission, ARAIC）とは、かつて存在した国土交通省の審議会等である。航空・鉄道事故調査委員会設置法に基づき設置され航空事故や鉄道事故の原因の究明、及び今後の事故防止のために必要な調査を行っていた。略称は事故調、事故調委など。
2008年10月1日、国土交通省の外局である運輸安全委員会に改組された。

## 沿革
1971年7月30日の全日空機雫石衝突事故を教訓に、航空事故調査委員会設置法に基づき航空事故調査委員会として1974年1月11日に運輸省に設置された。
その後、1991年の信楽高原鐵道列車衝突事故、および2000年3月8日の営団地下鉄日比谷線脱線衝突事故をきっかけに2001年10月1日、航空・鉄道事故調査委員会に改組された。

## 業務
必要に応じて、科学的な解析や、現場による検証、関係者からの聴取などを行なうが、あくまで目的は事故の再発防止や、安全性の向上、関係機関などに勧告や建議を行なうことであり、委員会は関係者の刑事責任を問うことはしない。よって、委員会は常に公正・中立の立場を取る。
なお、紺の作業服に「ARAIC」の黄色文字入り紺キャップ姿をしているのは委員会委員ではなく委員会の調査官である。

## 調査対象
航空事故等
- 航空機の墜落、衝突又は火災
- 航空機による人の死傷又は物件の損壊
- 航空機内にある者の死亡（自然死等を除く。以前は機内病死も調査対象だった）又は行方不明
- 航行中の航空機が損傷を受けた事態
- 重大インシデント（事故が発生するおそれがあると認められる事態）

鉄道事故等
- 列車（車両）衝突事故
- 列車（車両）脱線事故
- 列車（車両）火災事故
- その他の事故（乗客、乗務員等の死亡、5人以上の死傷（死亡者を生じたものに限る）、鉄道係員の取扱い誤り又は車両若しくは鉄道施設の故障、損傷、破壊等に原因があるおそれがあると認められるものであって死亡者を生じたもの、踏切遮断機が設置されていない踏切道において発生したものであって死亡者を生じたもの、特に異例のものに限る）
- 重大インシデント（事故が発生するおそれがあると認められる事態）

## 課題
事故調査の中心は、過失墜落罪や業務上過失致死傷罪で捜査をする警察と検察であり、証拠物件の押収や関係者への取調べで優位な立場にある。事故の再発防止には委員会をアメリカの国家運輸安全委員会（NTSB）の様に、国土交通省から独立した強い権限を持つ機関に改めることと、過失による刑事責任を問わないことで、事故に関する証言を得やすくすることが必要だとする意見があった。

## 運輸安全委員会への移行
2007年8月、国土交通省は航空・鉄道事故調査委員会と海難審判庁の一部を統合して運輸安全委員会を新設するよう総務省行政管理局に要求、同年12月に国土交通大臣と総務大臣との折衝により設置が合意されたもので、2008年1月29日、通常国会に関連法案を提出、4月25日に可決成立し、10月1日に発足した。
航空・鉄道事故調査委員会は国家行政組織法第8条に基づく審議会等であるのに対し、運輸安全委員会は同法第3条に基づく外局であるため権限等が強化される。
海難審判庁の機能のうち懲戒のための審判事務については、新設された海難審判所が引き継いだ。当初の構想では運輸安全委員会に付属することを予定していたが、その後方針を変更し、同省の特別の機関となった。